# Centro internazionale di ricerca per le storie locali e le diversità culturali
Il Centro internazionale di ricerca per le Storie locali e le Diversità culturali (International Research Center for Local Histories and Cultural Diversites) è un centro speciale di ricerca dell'Università degli Studi dell'Insubria, istituito nel 1999.

## Finalità
Nato sul modello del Centre for English Local History dell'Università di Leicester, il Centro promuove la ricerca sulle storie e culture locali, con particolare attenzione alla metodologia e allo studio critico delle fonti, anche attraverso la collaborazione con Enti, pubblici e privati, e associazioni scientifiche con interessi convergenti.

## Attività
Nell'ambito della ricerca, il Centro si occupa dell'edizione di fonti storiche e della ricerca bibliografica, attraverso la realizzazione di una serie di pubblicazioni e banche dati.
Per quanto riguarda le pubblicazioni, il Centro cura:
- la collana “La Storia di Varese”[3],un progetto editoriale che copre un arco cronologico che si estende dalla preistoria fino all'età contemporanea e di cui ad oggi sono stati pubblicati sei volumi[4];
- la collana “Fonti”[5], che pubblica le edizioni critiche di fonti documentarie del territorio varesino e comense. In particolare, nell'ambito dell'edizione informatica delle fonti documentarie medievali, il Centro ha partecipato all'iniziativa della Regione Lombardia, Codice diplomatico della Lombardia Medievale, con l'edizione digitale dei documenti appartenenti al fondo di Santa Maria del Monte di Velate, conservato presso l'Archivio di Stato di Milano, comprensivi di regesto, apparato critico e note introduttive[6].

Nel campo della didattica, sono stati realizzati corsi di aggiornamento e di perfezionamento postlaurea, sulle fonti, gli strumenti e i metodi di ricerca sulle storie locali, destinati sia a specialisti che a cultori della materia, insegnanti di ogni ordine, curatori di musei, operatori turistici e dei beni culturali.
Il Centro possiede una biblioteca che raccoglie materiale bibliografico e documentale per la ricerca nelle discipline storiche, con fondi dedicati alla storia del territorio varesino e dell'area prealpina. È presente anche un fondo relativo al Futurismo, con manifesti riguardanti la nascita e la diffusione del movimento e alcuni volumi dei suoi principali interpreti e protagonisti.
Nel 2005, in occasione del centenario della nascita della rivista Poesia, è stata organizzata una mostra dal titolo “1905-2005 L'estetica della velocità. Poesia & Universo futuribile” (Varese, Villa Panza, 1 ottobre - 27 novembre 2005), in cui è stata proposta una lettura del movimento futurista, attraverso arte, poesia e ricerca tecnologica.
Il Centro mette a disposizione anche un archivio fotografico, costituito prevalentemente dal Fondo del fotografo varesino Vivi Papi (1937-2005), che copre un arco di tempo compreso tra i primi anni Cinquanta e il 2005 ed è specializzato soprattutto in riproduzioni d'arte.

## Organizzazione
Il Centro è presieduto dal Professor Renzo Dionigi, Rettore dell'Ateneo fino al 2012, è diretto dal Professor Gianmarco Gaspari, docente del Dipartimento di Scienze Umane per l'Innovazione del Territorio ed è retto da un Consiglio Scientifico.